# Zhao Gao
Zhao Gao (chiń. 趙高; zm. 207 p.n.e.) – chiński polityk, główny eunuch i kanclerz władców z dynastii Qin.
Wykorzystując swoją wysoką pozycję na dworze cesarskim, po śmierci Qin Shi Huanga zawiązał – wraz z Li Si i młodszym synem zmarłego, Qin Er Shiem – spisek, którego celem było wyeliminowanie prawowitego następcy oraz generała Meng Tiana. Zmuszono ich do samobójstwa, posługując się sfałszowanymi dokumentami, wystawionymi rzekomo przez Pierwszego Cesarza.
Po przewrocie na tronie zasiadł Qin Er Shi, zaś faktyczna władza przeszła w ręce Zhao Gao. Bardzo szybko spowodował usunięcie niedawnego sprzymierzeńca, ministra Li Si. Prześladował również niechętnych sobie członków domu panującego. W 207 p.n.e. obalił całkowicie od siebie zależnego władcę i doprowadził do jego samobójczej śmierci. Konsekwentnie dążąc do zwiększenia swoich wpływów, spowodował przyjęcie przez następnego władcę, Ziyinga, jedynie tytułu królewskiego. Został przez niego zamordowany kilkadziesiąt dni później.